# Onze-Lieve-Vrouw-van-Lourdeskerk (Maastricht)
De Onze-Lieve-Vrouw-van-Lourdeskerk is een Rooms-katholieke parochiekerk in de buurt Wittevrouwenveld in Maastricht-Oost. Het kerkgebouw van architect Frits Peutz uit 1938 is een rijksmonument.

## Bouwgeschiedenis
De parochie Wittevrouwenveld werd in 1923 gesticht in dit toen nog grotendeels onbebouwde en pas sinds 1920 tot Maastricht behorende gebied. Onze Lieve Vrouw van Lourdes was in de eerste helft van de vorige eeuw een populaire volksdevotie in de katholieke Kerk. In juli 1924 werd bouwpastoor Johannes Jacobs (1878-1960) geïnstalleerd. In hetzelfde jaar werd een uit Rotterdam gehaalde noodkerk in gebruik genomen en kwam de pastorie gereed, een ontwerp van Alphons Boosten (sinds 2001 een gemeentelijk monument. Sinds 1938 beschikt de parochie over het huidige gebouw aan de President Rooseveltlaan.

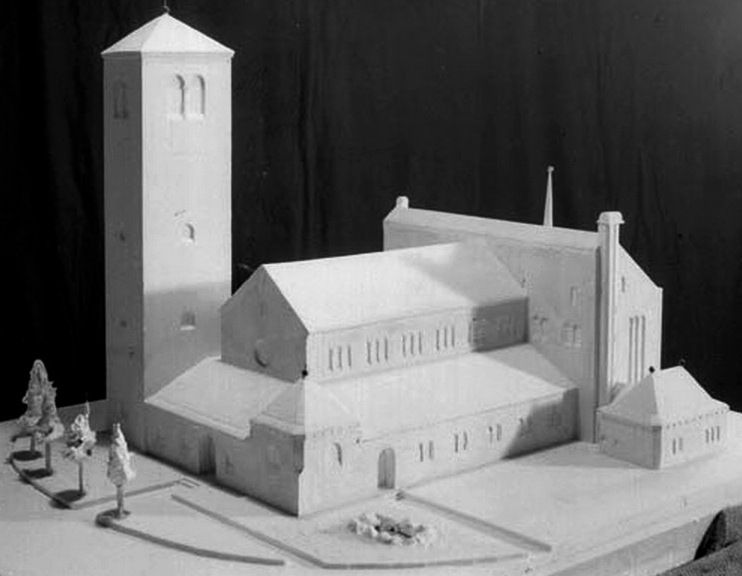
Maquette uit 1936

De kerk werd ontworpen door de bekende architect Frits Peutz en werd in 1936, midden in de jaren '30 crisis, aanbesteed. Aannemer was de firma Coppes. De bouwkosten bedroegen 76.663 gulden. De kerk werd gebouwd met Sibber mergelblokken op een basis van Kunradersteen. De rode holle en bolle dakpannen geven de kerk een Italiaans aanzien. Op 14 april 1938 vond de kerkwijding plaats, enigszins ongebruikelijk door bouwpastoor Jacobs zelf. De toren kwam pas in 1941 gereed en werd pas later bekleed met koper. In 1949, bij het 25-jarig bestaan van de parochie, kwamen er klokken in de toren te hangen.
Tegenwoordig is de kerk in gebruik door de parochie van Onze Lieve Vrouw van Lourdes, de Heilige Familie en Sint-Guliëlmus. Deze parochie ontstond door fusie van drie parochies. In 1997 werd de kerk van de Heilige Familie in de aangrenzende wijk Wyckerpoort gesloten (in 1999 gesloopt) en in 2015 de Sint-Guliëlmuskerk in Wittevrouwenveld-Noord. De kerk was tot 2016 gelegen aan de stadstraverse van de autoweg N2. Door het gereedkomen van de Koning Willem-Alexandertunnel en de aanleg van de Groene loper op het tunneldak, ligt de kerk thans een stuk centraler in de dubbelwijk Wyckerpoort-Wittevrouwenveld.

## Architectuur
Frits Peutz bouwde de Onze-Lieve-Vrouw-van-Lourdeskerk na een periode waarin hij in Heerlen een serie gebouwen in de stijl van het nieuwe bouwen had ontworpen, o.a. het Monseigneur Laurentius Schrijnenhuis (1932), het Glaspaleis (1933), het Raadhuis van Heerlen (vanaf 1936) en het Royal Theater (1937). De kerken die hij in deze periode bouwde (behalve de kerk van Wittevrouwenveld, ook die van Berg en Terblijt en Sint-Pieter beneden in Maastricht) lijken op het eerste gezicht traditionalistisch, maar verraden bij nadere bestudering toch de hand van een architect met originele ideeën. In de directe omgeving van de Onze-Lieve-Vrouw-van-Lourdeskerk bouwde Peutz nog de Sint-Theresiaschool (1931), een bewaarschool (1936; thans buurthuis) en een jongensschool (1949), en, iets verder weg, woningen aan de Frankenstraat (1930-33) en de villa Sonnehuys aan de Scharnerweg (1933). De kerk van Wittevrouwenveld heeft veel overeenkomsten met de iets later gebouwde kerk van Sint-Pieter beneden in het Villapark.

### Exterieur
De kerk is gebouwd als een vroegchristelijke basilica met een rechthoekige plattegrond. Aan de westzijde bevindt zich de narthex met op de noordoostelijke hoek de iets gedraaide vierkante toren en op de andere hoek een Maria-kapel. Aan de oostzijde bevindt zich de halfronde apsis. Opvallend zijn de asymmetrische zadeldaken op de hoge transepten. In het verlengde van het zuidoostelijke transept ligt de sacristie.

Het ontwerp van de Onze-Lieve-Vrouw-van-Lourdeskerk viel vanaf het begin in de smaak. De bouwstijl is traditionalistisch, met elementen van vroegchristelijke en romaanse bouwstijlen, maar ook met onverwachte stijlelementen die soms postmodernistisch aandoen.  De rode holle en bolle dakpannen geven de kerk een Italiaans aanzien. Details als de hardstenen console boven de zuidelijke entree en de versiering van de ronde vensteromlijsting van het westelijke raam doen denken aan soortgelijke detailleringen elders in het werk van Peutz: de flankerende raamzuiltjes van de kerk van Sint-Pieter beneden, de klaverbladvormige ramen van de kerk in Berg en Terblijt en de "maffe" traptorens aan het koor van de kerk in Meijel. Ze zijn kenmerkend voor met name de kerkenbouw van Peutz: serieus, maar met een knipoog.

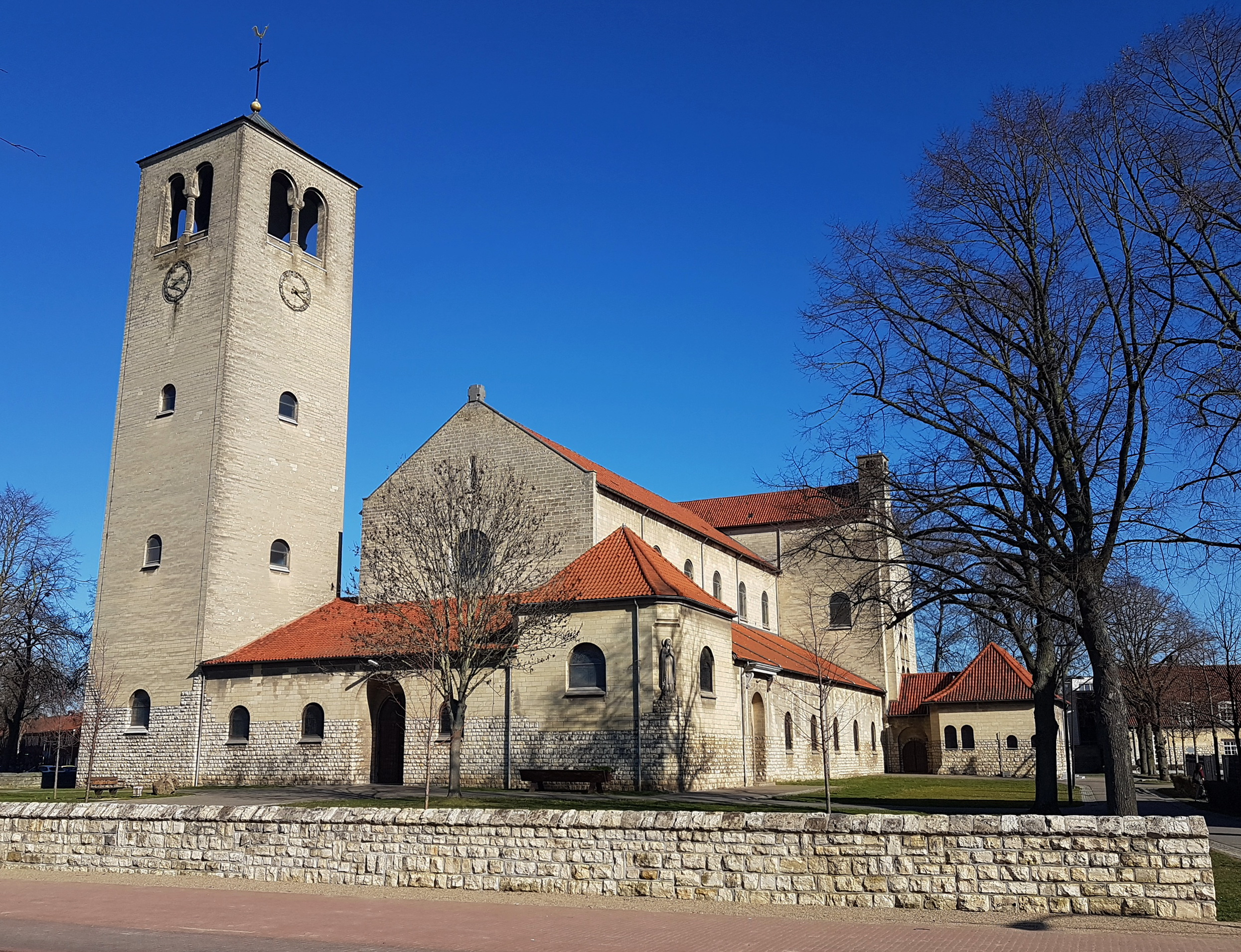
Vanuit het zuidwesten
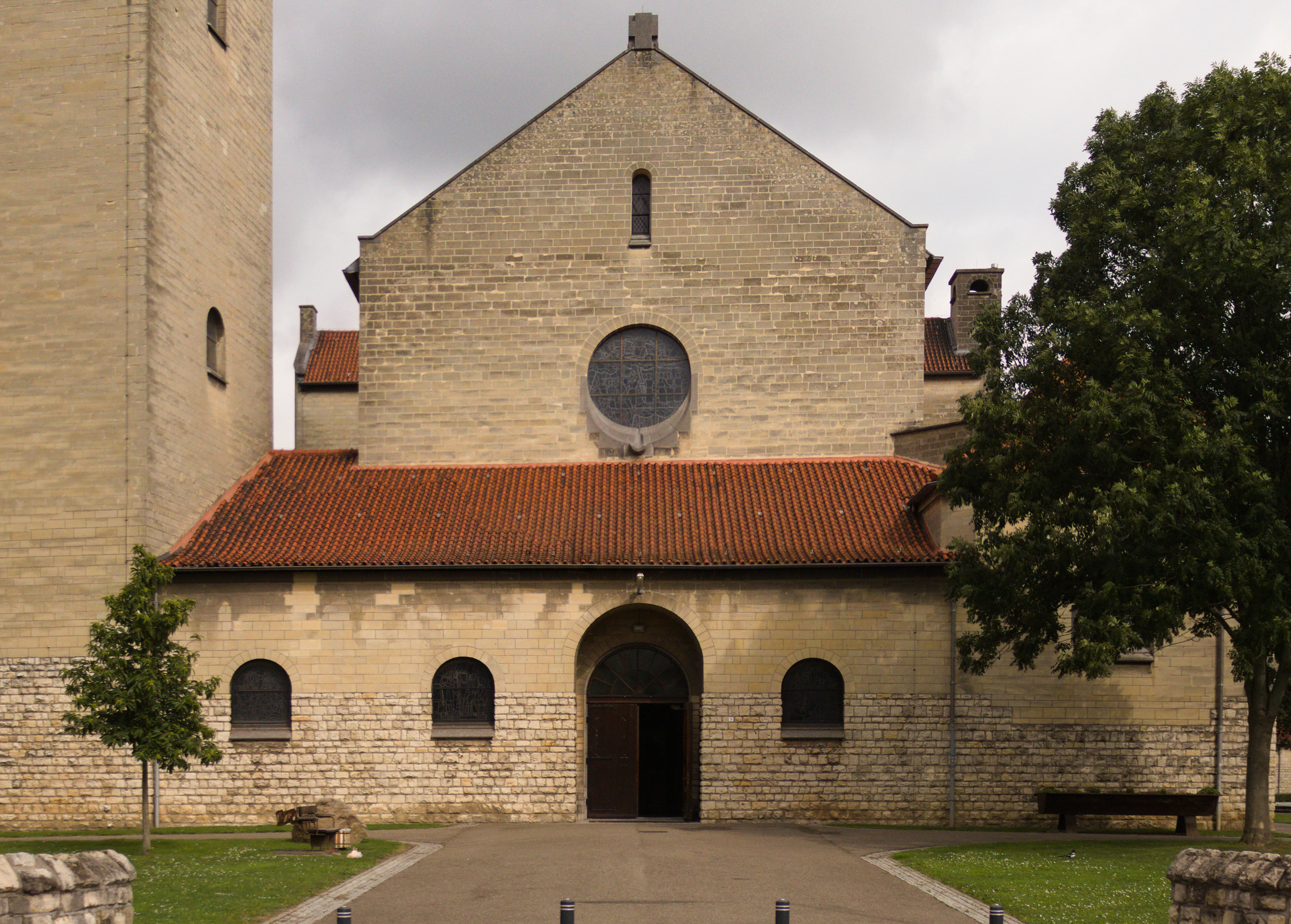
Narthex met hoofdingang
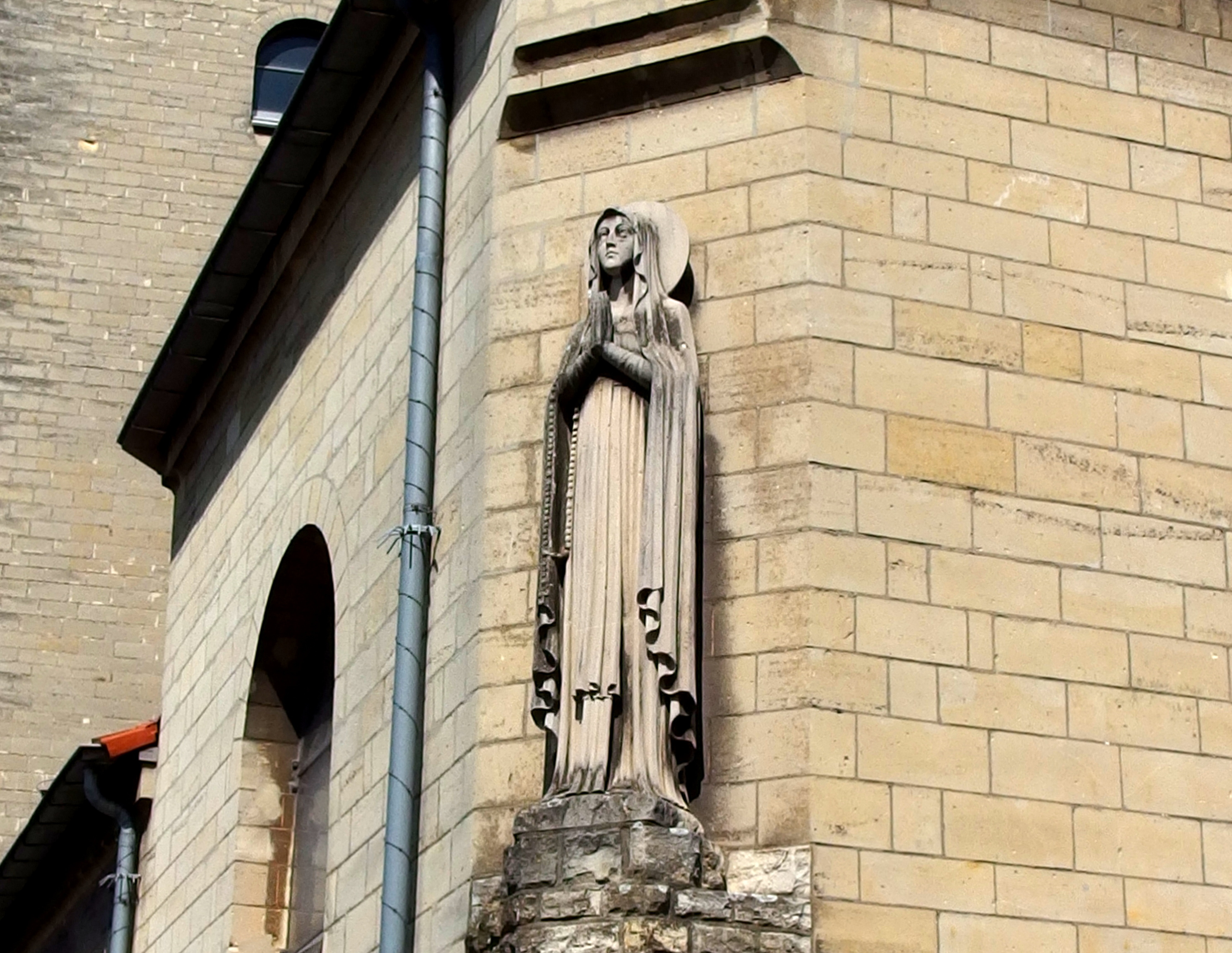
Hoekdetail met Mariabeeld
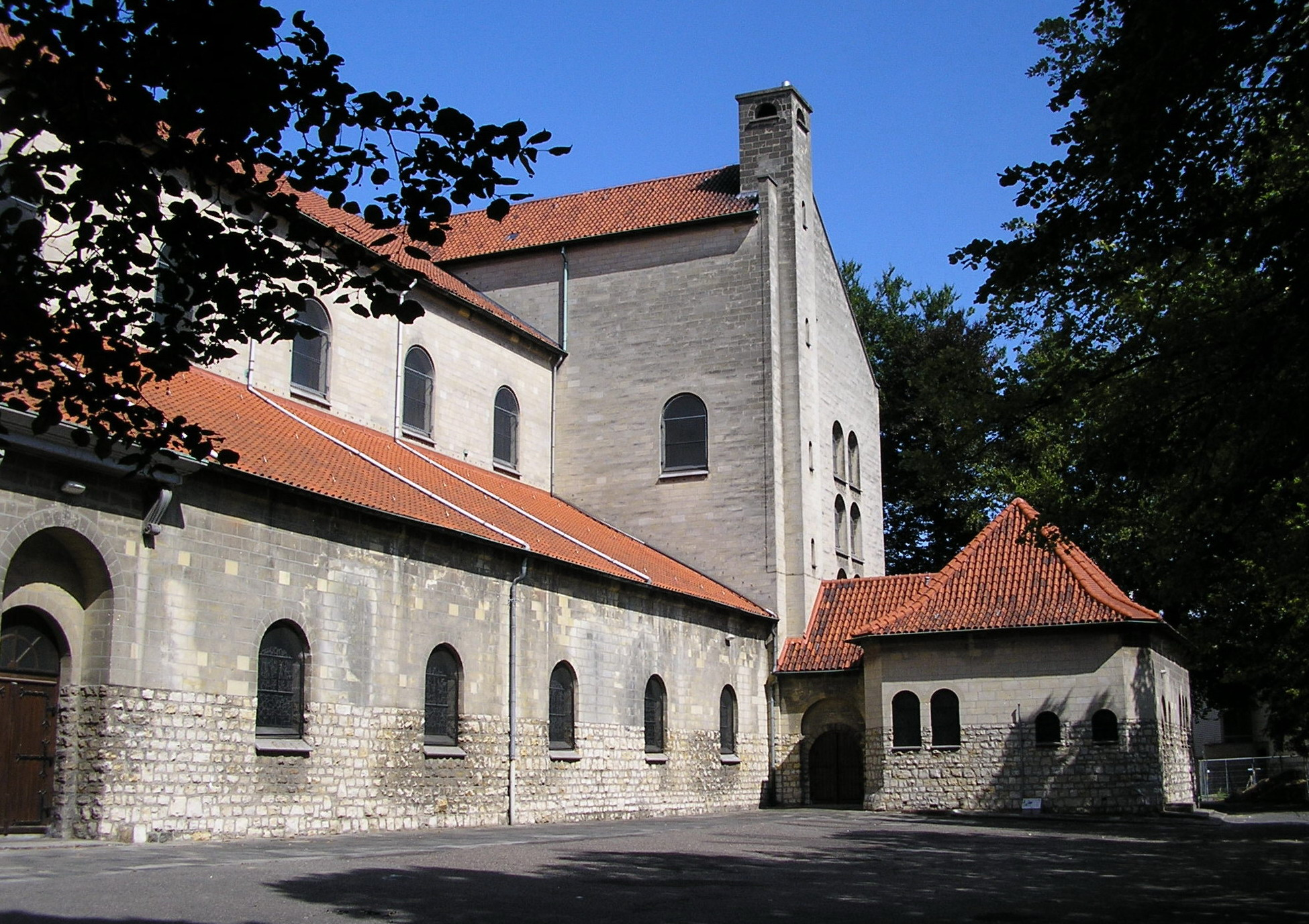
Zuiderbeuk en sacristie
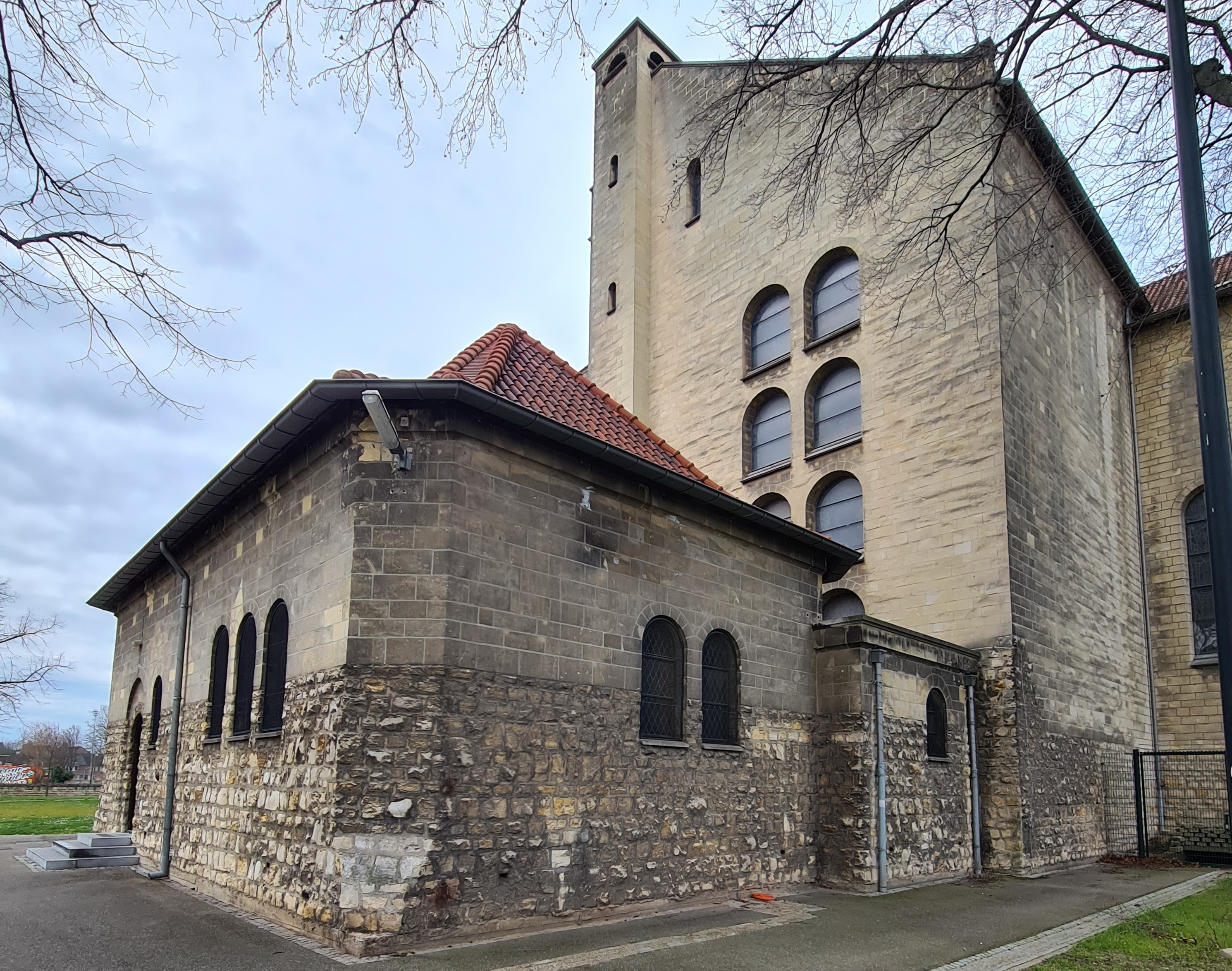
Sacristie en hoog transept
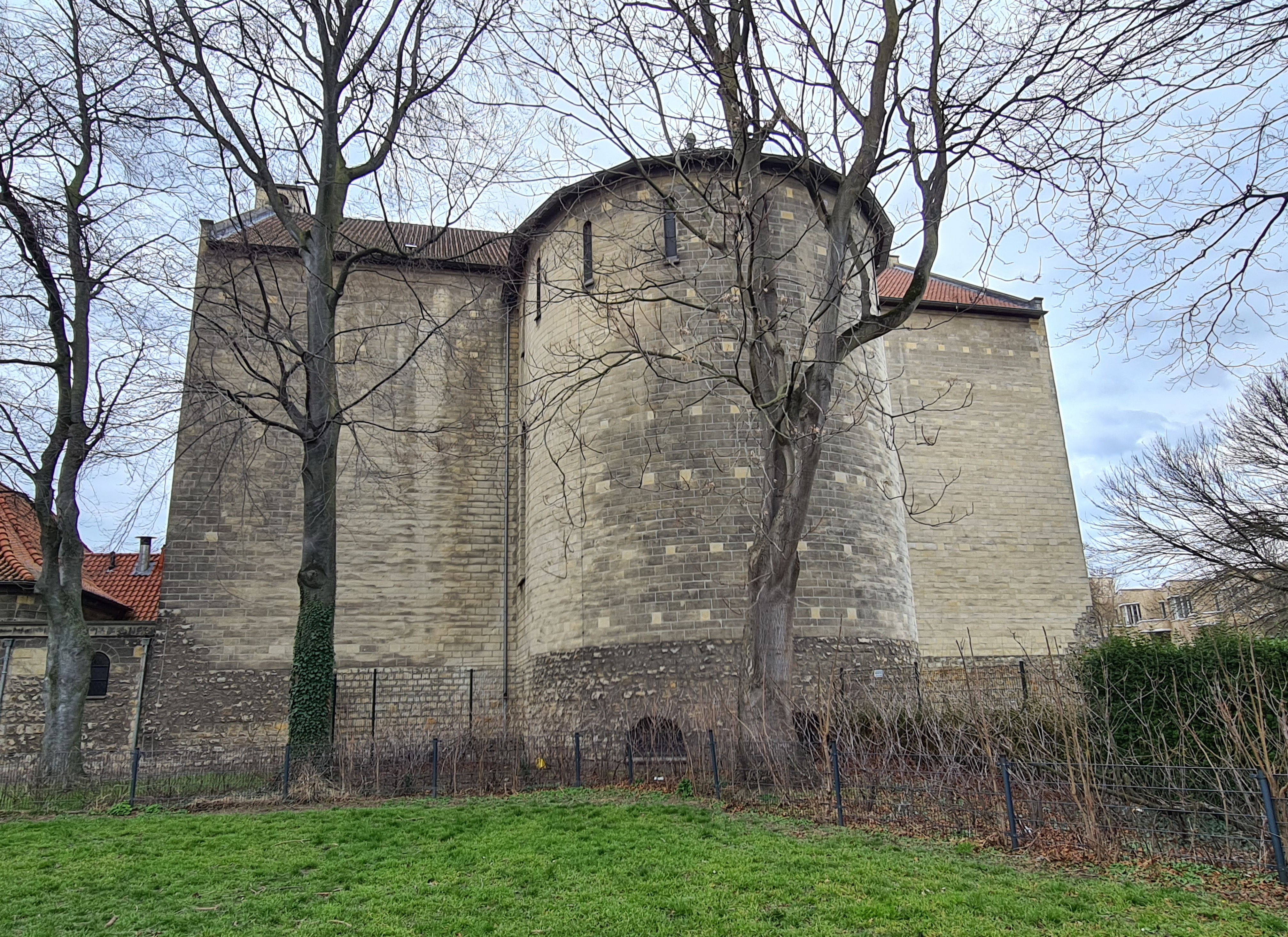
De koorpartij

### Interieur
De kerk heeft een vlak balkenplafond, rustend op hardstenen consoles. Bijzonder is het contrast tussen het houten plafond, de kale mergelstenen muren de zwarte hardstenen vloer en het witmarmeren koor met altaar en communiebanken (uit 1958). Het gebouw heeft glas-in-loodramen van Limburgse kunstenaars als Jos Eggen, Eugène Laudy, Joep Nicolas, Frans Slijpen en Harrie Schoonbrood. De kruiswegstaties zijn geschilderd door C. Alberdinck. De kerk bezit een neorenaissance preekstoel afkomstig uit een rooms-katholieke kerk in Nieuwerkerk a/d IJssel. In de zijbeuken staat nog een deel van het oorspronkelijk meubilair ontworpen door Frits Peutz.
Achter in de kerk bevindt zich het oksaal, dat slechts bevestigd is aan de westmuur en daardoor lijkt te zweven. Hier staat sinds 1982 het orgel dat in 1906 door de Brusselse orgelbouwers Kerckhoff voor de kapel van het ziekenhuis Calvariënberg was gebouwd. Dat orgel werd bij de plaatsing door de Tongerse firma Verschueren uitgebreid. In de zuidelijke zijbeuk (Emmaüskapel) staat sinds 2015 een tweede orgel (van de Heythuysense hoofdvestiging van Verschueren, 1961), afkomstig uit de in datzelfde jaar gesloten Sint-Guliëlmuskerk.

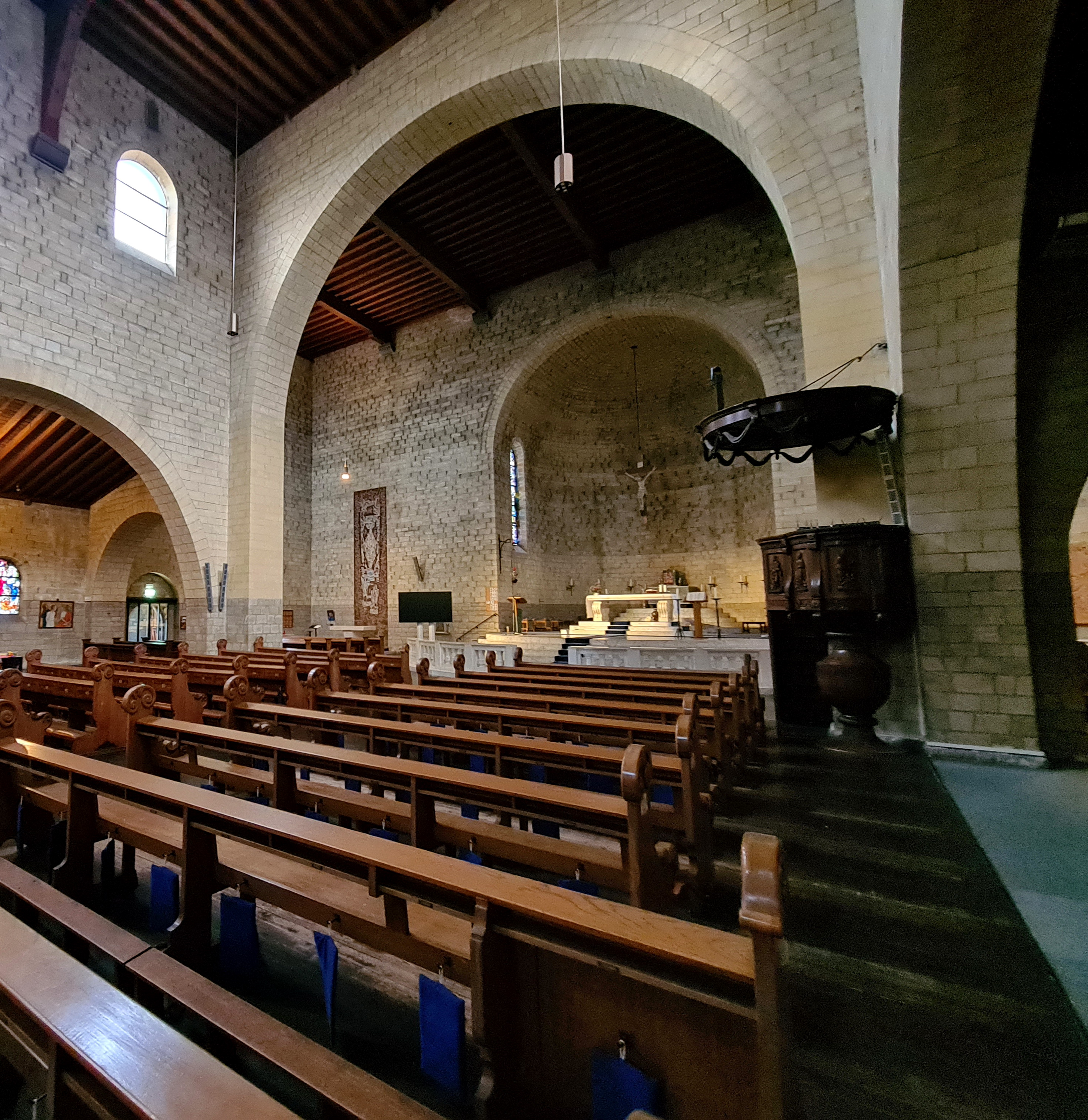
Gezicht naar het koor
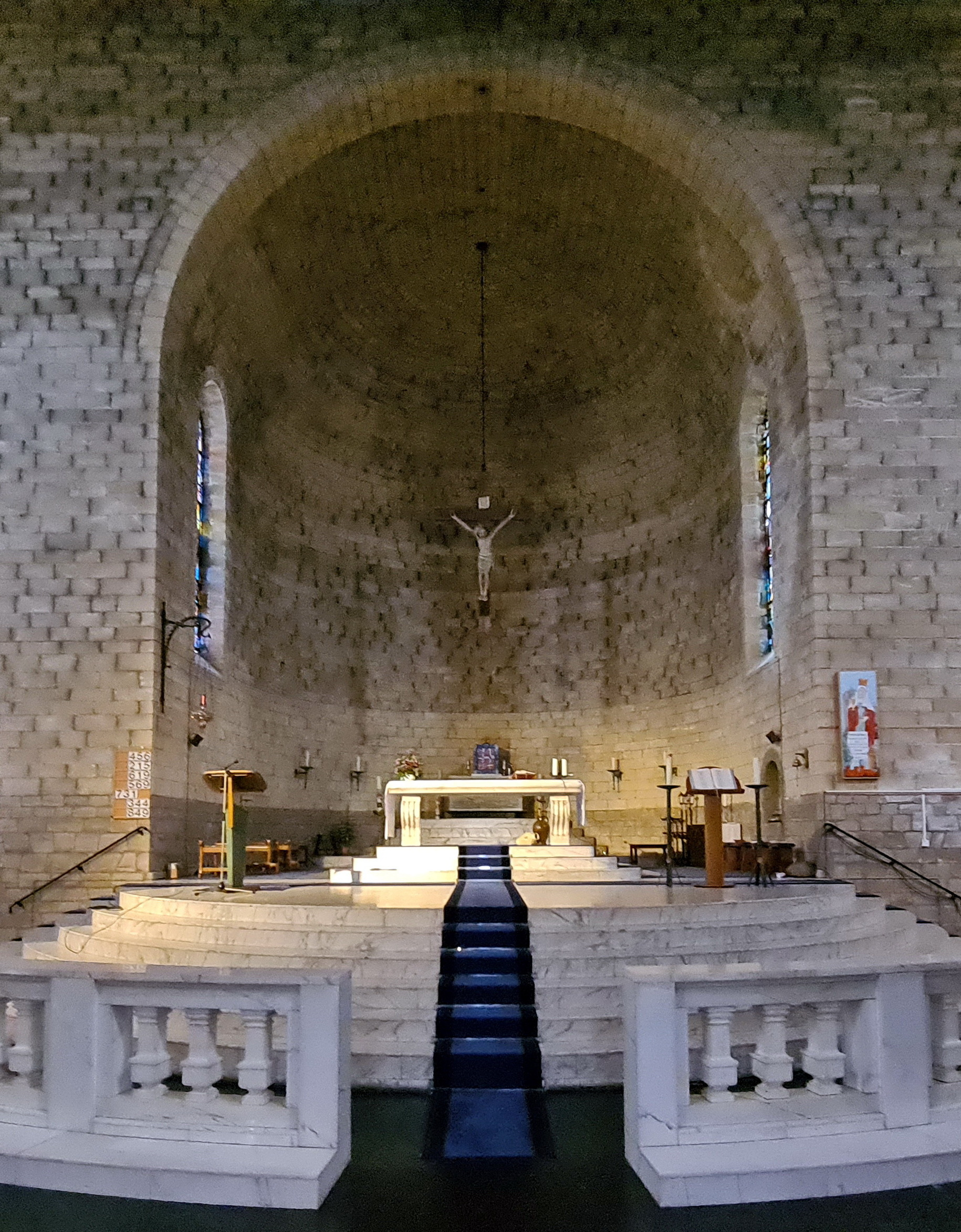
Witmarmeren koor
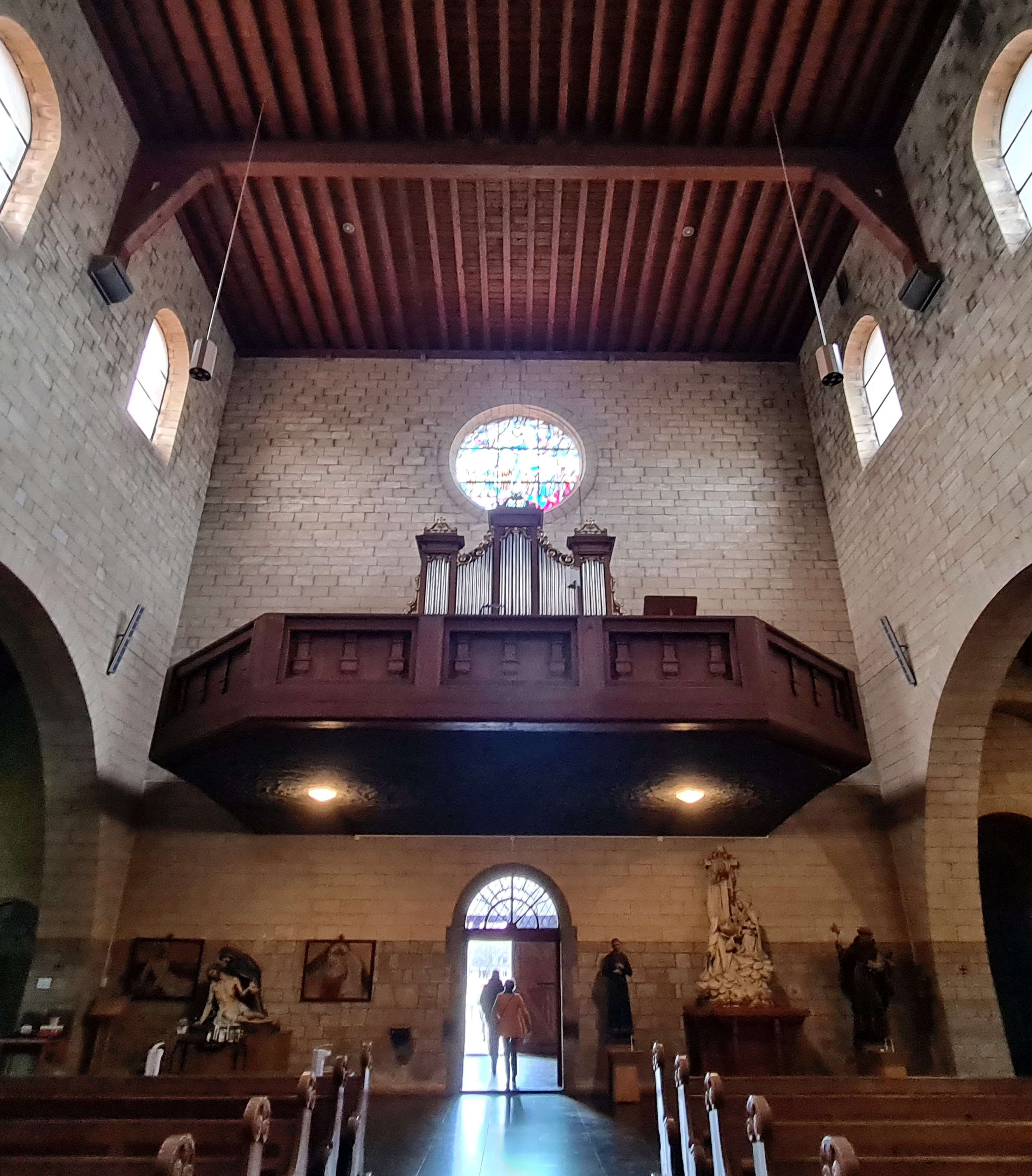
'Zwevend' oksaal met orgel
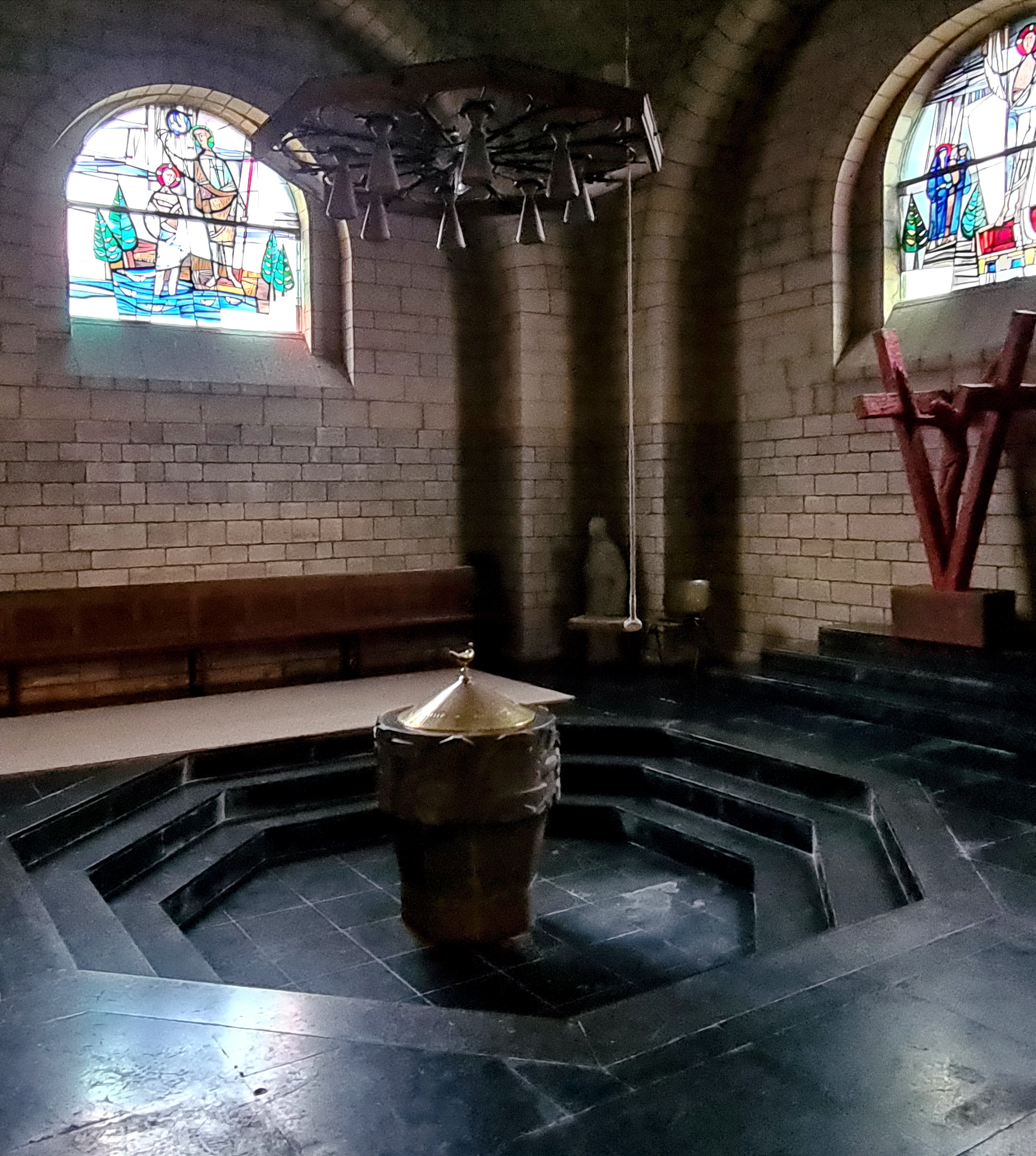
Doopkapel met doopvont
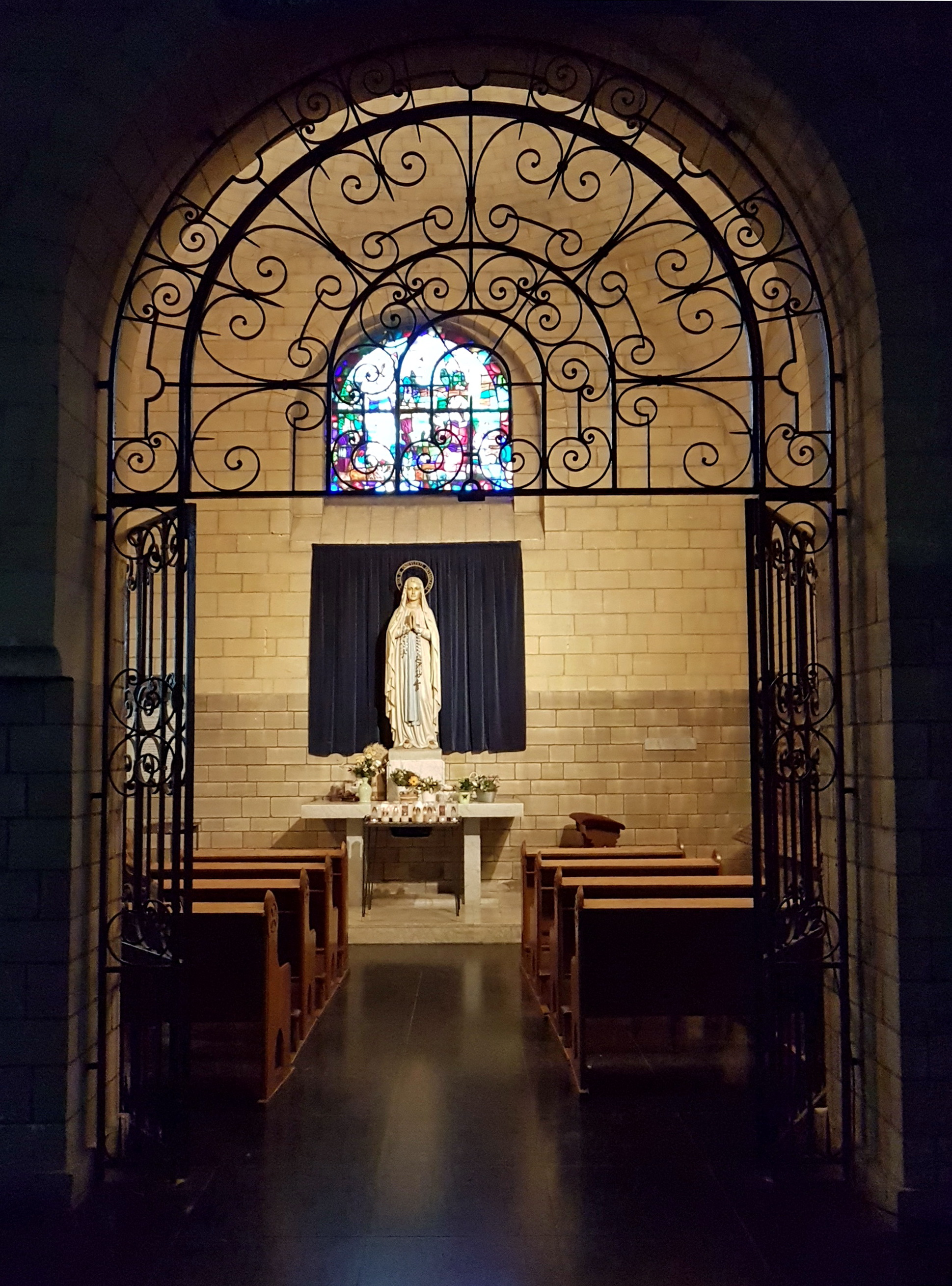
O.L.V. van Lourdeskapel
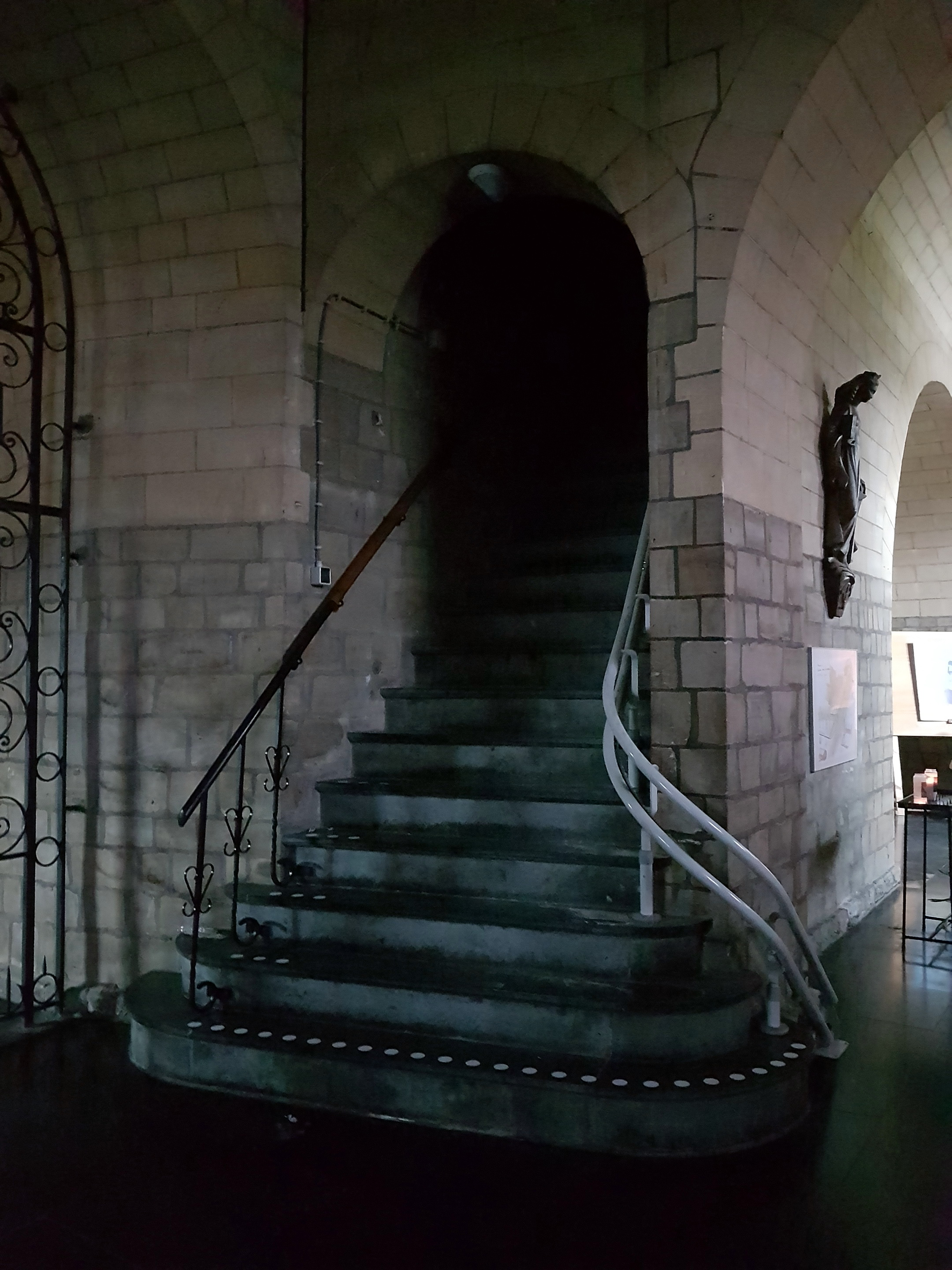
Trap naar de toren

## Varia
- In 2020 gaf het Maastrichtse architectuurcentrum TOPOS het boek Mijn favoriete gebouw in Maastricht en omgeving uit. Daarin lichtten bekende en minder bekende Maastrichtenaren hun keuze voor een bepaald gebouw toe. Ronald Pellemans, bouwkundig adviseur monumenten, koos voor de Onze-Lieve-Vrouw-van-Lourdeskerk. Hij motiveerde zijn keuze als volgt: "Wat mij vooral aanspreekt aan deze kerk is dat zijn soberheid aanspoort om tot bezinning, contemplatie te komen. Hier kun je je even afzonderen van de overdaad die onze hedendaagse maatschappij zo tekent."[5]